# Rete di potere
Con l'espressione rete di potere si intende il sistema di potere - come esercizio di influenza e condizionamento di scelte - esercitato da individui, istituzioni, enti compresi nel sistema relazionale (rete sociale). 
Secondo gli studiosi di social network analysis, la specifica configurazione di una rete influenza aspettative, percezioni, azioni di un attore (sia esso un attore sociale, un individuo, un'azienda, un'associazione, un partito). In tal senso, la specifica posizione che un individuo occupa all'interno di una struttura relazionale influenza la sua capacità di attivazione dei social network.
Ad esempio, le élite - come quelle politiche oppure economiche - troverebbero un "posizionamento" specifico all'interno della struttura relazionale. Secondo alcuni studiosi, il potere deriva dalla capacità di posizionamento nei flussi di comunicazione: chi è attraversato dal maggior numero di percorsi geodetici (i percorsi più brevi che uniscono due vertici) è al centro di una rete di potere che può condizionare a sua volta.
Gli studiosi che hanno inteso analizzare le reti di potere economico utilizzano l'approccio di rete per analizzare e spiegare il fenomeno degli interlocking directorates (co-presenza di un individuo in due o più consigli di amministrazione); da queste analisi ne derivano statistiche di concorrenzialità - o non/concorrenzialità - del sistema economico.